# Porta Comasina (romana)
Porta Comasina (lat. Porta Comacina, Porta Cumana o Porta Cumensis) era una delle aperture stradali ricavate nella cinta muraria romana della città di Mediolanum, l'odierna Milano. Fu demolita durante l'assedio di Milano del 1162. In epoca alto medievale era conosciuta anche con il nome di Porta del Cordusio.

## Storia
Costruita durante il periodo repubblicano dell'epoca romana, era ricavata nella cinta delle mura romane di Milano. Venne fatta presumibilmente erigere, insieme alle mura, da Cesare dopo l'assunzione di Mediolanum al rango di municipium nell'anno 49 a.C., oppure in seguito da Augusto.
In epoca alto medievale era conosciuta anche con il nome di Porta del Cordusio, con un richiamo al vicino e omonimo quartiere, ove era presente il palazzo del duca longobardo), che sorgeva nell'odierna piazza Cordusio, da cui l'origine di questo toponimo: da "De curte ducis" (o "Curia ducis", ossia la "corte dei duchi lombardi"), a "Cortedoxi", quindi "Corduce" e infine "Corduso" o "Cordusio".
Fu distrutta, insieme alle relative mura e alle altre porte romane, durante l'assedio di Milano del 1162 di Federico Barbarossa. Altre battaglie che videro protagonista la porta furono l'assedio di Milano del 268, l'assedio di Milano del 402, l'assedio di Milano del 452 e l'assedio di Milano del 538-539.

## Descrizione
Da Porta Comasina dipartivano la via Regina, ovvero l'arteria stradale che collegava Cremona (Cremona) a Comum (Como: da cui il nome della porta), e la via Mediolanum-Bellasium, che metteva in comunicazione Mediolanum con Bellagio. Porta Comasina si trovava lungo una strada secondaria interna che dipartiva verso nord dal cardo.
Nei pressi di Porta Comasina sorgevano due magazzini annonari romani di Milano. Porta Comasina era situata, considerando l'urbanistica della Milano odierna, sul moderno incrocio tra via Broletto e via Dell'Orso.

## Mappa

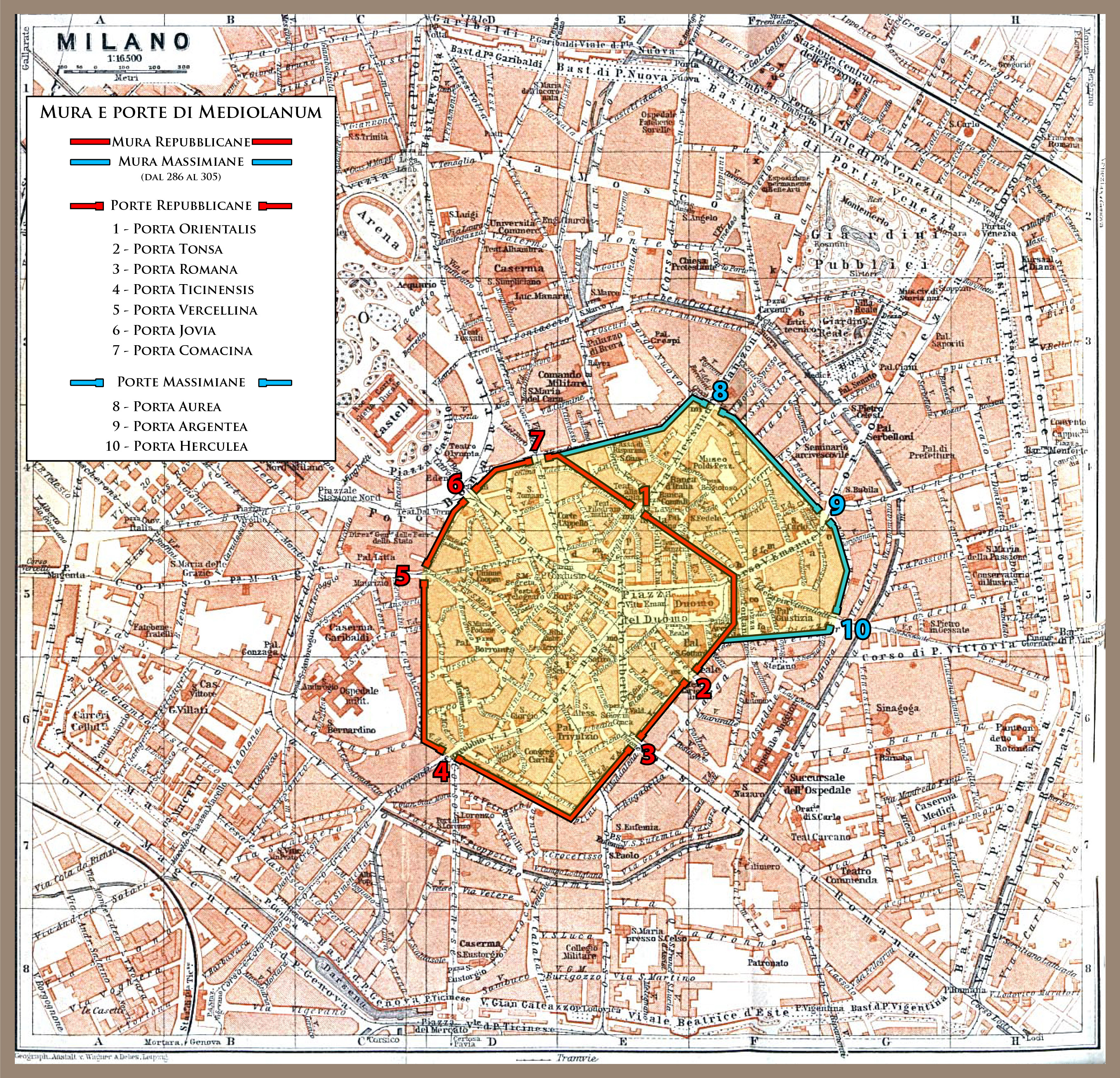
Il tracciato delle mura romane di Milano, con relative porte, riportato su una mappa moderna di Milano. In rosso il tracciato delle mura repubblicane, in azzurro quello della loro estensione realizzata in epoca massimiana